# Bryothinusa madecassa
Bryothinusa madecassa is een keversoort uit de familie van de kortschildkevers (Staphylinidae). De wetenschappelijke naam van de soort is voor het eerst geldig gepubliceerd in 2008 door Pace.